# 芮效卫
芮效卫（英語：David Tod Roy; 1933年—2016年5月31日）是美国汉学家和翻译家。

## 生平
芮效卫1933年出生在中国南京，抗日战争期间，和弟弟芮效俭跟随在金陵大学哲学系教书的父亲芮陶庵，搬到大西南的成都华西大学。虽然没有上过正式学校，但是他父亲平时会教授诗歌，还从成都当地学校的教师得到其他学科的指导。抗日战争胜利后，报考美童公学，在参与十年级几何考试的当天，中共军队也到达了上海。其他学生纷纷退学只剩下16人，父母却坚定决定留下来。母亲安排一位曾经帮助赛珍珠的老先生Zhao Yanan教授两兄弟中文。
芮效卫1950年返回美国，和费城的叔叔阿姨住在一起。后来宾夕法尼亚大学汉学家卜德接受了他成为门下生并推荐申请哈佛大学。中途被迫退学选择参加朝鲜战争，被派往日本和台湾，通过抄写同事的手写稿中文水平得到进一步提高。战后回到哈佛继续完成学业。1967年担任芝加哥大学东亚语言和文明教授。
芮效卫最知名的是《金瓶梅》的英文翻译，1993年完成第一本译本，由 普林斯顿大学出版社出版。为完成翻译还提前退休，1999年辞去教授的工作，全身心投入到翻译中。2001年完成第二本译本，2012完成最后一本，但不幸被检测出肌肉萎缩症。2016年5月31日在美国逝世。